# 하이텐션
〈하이텐션〉(ハイテンション 하이텐숀[*])은 AKB48의 46번째 싱글이다.

## 개요
- 전작 〈LOVE TRIP/행복을 나눠라〉 로부터 약 3개월 만의 싱글이다.
- 2016년 12월 31일에 졸업하는 시마자키 하루카의 마지막 참가 싱글이다.

## 수록곡

### Type A
초회한정반 자켓 사진: 선발 멤버 전원
통상반 자켓 사진 : 시마자키 하루카
CD
1. ハイテンション / 하이 텐션
2. 抑えきれない衝動 / 억누를 수 없는 충동 - 웨이팅 서클
3. ハッピーエンド / 해피 엔드 - 레낫치즈
4. ハイテンション off vocal ver.
5. 抑えきれない衝動 off vocal ver.
6. ハッピーエンド off vocal ver.

DVD
1. ハイテンション Music Video
2. 抑えきれない衝動 Music Video
3. ハッピーエンド Music Video

### Type B
자켓 사진: 사시하라 리노, 타카하시 쥬리, 나카이 리카, 마츠오카 하나, 야마모토 사야카
CD
1. ハイテンション / 하이 텐션
2. 抑えきれない衝動 / 억누를 수 없는 충동 - 웨이팅 서클
3. Better
4. ハイテンション off vocal ver.
5. 抑えきれない衝動 off vocal ver.
6. Better off vocal ver.

DVD
1. ハイテンション Music Video
2. 抑えきれない衝動 Music Video
3. Better Music Video

### Type C
자켓 사진: 카시와기 유키, 키자키 유리아, 코다마 하루카, 코미야마 하루카, 와타나베 마유
CD
1. ハイテンション / 하이 텐션
2. 抑えきれない衝動 / 억누를 수 없는 충동 - 웨이팅 서클
3. 星空を君に / 밤하늘을 너에게 - 팀 8 East
4. ハイテンション off vocal ver.
5. 抑えきれない衝動 off vocal ver.
6. 星空を君に off vocal ver.

DVD
1. ハイテンション Music Video
2. 抑えきれない衝動 Music Video
3. 星空を君に Music Video

### Type D
자켓 사진: 오카다 나나, 카와모토 사야, 코지마 하루나, 마츠이 쥬리나, 요코야마 유이
CD
1. ハイテンション / 하이 텐션
2. 抑えきれない衝動 / 억누를 수 없는 충동 - 웨이팅 서클
3. 思春期のアドレナリン / 사춘기의 아드레날린 - 팀 8 West
4. ハイテンション off vocal ver.
5. 抑えきれない衝動 off vocal ver.
6. 思春期のアドレナリン off vocal ver.

DVD
1. ハイテンション Music Video
2. 抑えきれない衝動 Music Video
3. 思春期のアドレナリン Music Video

### Type E
자켓 사진: 이리야마 안나, 오구리 유이, 카토 레나, 코지마 마코, 미야와키 사쿠라, 무카이치 미온
CD
1. ハイテンション / 하이 텐션
2. 抑えきれない衝動 / 억누를 수 없는 충동 - 웨이팅 서클
3. 清純タイアド / 청순 tired - 텐토무츄
4. ハイテンション off vocal ver.
5. 抑えきれない衝動 off vocal ver.
6. 清純タイアド off vocal ver.

DVD
1. ハイテンション Music Video
2. 抑えきれない衝動 Music Video
3. 清純タイアド Music Video

### 극장반
자켓 사진: 시마자키 하루카
CD
1. ハイテンション / 하이 텐션
2. 抑えきれない衝動 / 억누를 수 없는 충동 - 웨이팅 서클
3. また あなたのことを考えてた / 또 당신을 생각했다 - 보컬팀
4. ハイテンション off vocal ver.
5. 抑えきれない衝動 off vocal ver.
6. また あなたのことを考えてた off vocal ver.

## 선발 멤버

### 하이 텐션
(센터:시마자키 하루카)
- 이리야마 안나, 오카다 나나, 오구리 유이, 카시와기 유키, 카토 레나, 카와모토 사야, 키자키 유리아, 코다마 하루카, 코지마 하루나, 코지마 마코, 코미야마 하루카, 사시하라 리노, 시마자키 하루카, 타카하시 쥬리, 나카이 리카, 마츠이 쥬리나, 마츠오카 하나, 미야와키 사쿠라, 무카이치 미온, 야마모토 사야카, 요코야마 유이, 와타나베 마유

### 억누를 수 없는 충동
웨이팅 서클 명의
- AKB48 팀 A: 타니구치 메구, 히와타시 유이, 무토 토무, 쿠보 사토네, 오오시마 료카, 고토 모에, 후쿠오카 세이나, 타카하시 키라, 무라야마 유이리, 쿠라노오 나루미, 사카구치 나기사, 야마다 나나미

### 해피엔드
레낫치즈 명의
- AKB48:코지마 나츠키, 타노 유카, 무카이치 미온, 모기 시노부, 오오시마 료카, 카토 레나, 키자키 유리아, 오카다 아야카, 오구리 유이, 쵸 쿠레나, SKE48:타카기 유마나, SKE48:사토 스미레, NMB48:이치카와 미오리, HKT48:타나카 나츠미, HKT48:마츠오카 하나, NGT48:나카이 리카, 졸업생:야마구치 마호

### Better
- AKB48:시마자키 하루카, 나카무라 마리코, 요코야마 유이,  시마다 하루카, 다케우치 미유, 졸업생:나가오 마리야, SKE48:야마우치 스즈란, SKE48:오오바 미나

### 밤하늘을 너에게
팀 8 East 명의
- AKB48:사카구치 나기사, 요코야마 유이, 타니카와 히지리, 사토 나나미, 하야사카 츠무기, 사토 아카리, 모기 카스미, 오카베 린, 혼다 히토미, 시미즈 마리아, 타카하시 아야네, 요시카와 나나세, 오구리 유이, 오다 에리나, 사토 시오리, 히다리토모 아야카, 우타다 하츠카, 요코미치 유리, 핫토리 유우나, 노다 히나노, 하시모토 하루나, 쵸 쿠레나

### 사춘기의 아드레날린
팀 8 West 명의
- AKB48:나가노 세리카, 오오타 나오, 야마다 나나미(A), 야마모토 루카, 오오니시 모모카, 하마 사유나, 나카노 이쿠미(K), 아베 메이, 히토미 코토네, 타니 유우리, 시타오 미우, 하마마츠 리오나, 교텐 유리나, 타카오카 카오루, 히로세 나츠키, 요시다 카렌, 후쿠치 레나, 테라다 미사키, 쿠라노오 나루미, 요시노 미유, 야구치 모카, 시모아오키 카린, 미야자토 리라

### 청순 tired
텐토우무Chu! 명의
- AKB48:오카다 나나, 코지마 마코, 니시노 미키, SKE48:키타가와 료하, NMB48:시부야 나기사, HKT48:타시마 메루, HKT48:토모나가 미오

### 또 그대를 생각했다
- AKB48:미야자키 미호, 타노 유카, 미네기시 미나미, 오다 에리나, SKE48:아즈마 리온, SKE48:야마우치 스즈란, SKE48:다카야나기 아카네, SKE48:후루하타 나오, NMB48:아카시 나츠코, NMB48:시로마 미루, HKT48:사카모토 에레나

## 발매일
| 국가     | 날짜             | 포맷                    | 레이블               |
| -------- | ---------------- | ----------------------- | -------------------- |
| 일본     | 2016년 11월 16일 | CD+DVD, CD, 디지털 음원 | You, Be Cool!        |
| 대한민국 | 2018년 9월 7일   | 디지털 음원             | 스톤뮤직엔터테인먼트 |